# Flight of Icarus
A Flight of Icarus az Iron Maiden brit heavy metal együttes 1983-as Piece of Mind című albumának kislemezen megjelent dala. A nagylemezt felvezető dal a 11. helyig jutott a brit slágerlistán. Ez volt az Iron Maiden első hivatalos kiadványa, melyen Clive Burr távozása után már az új dobos, Nicko McBrain szerepelt. 1990-ben a The First Ten Years box set részeként adták ki újra a kislemezt CD-n.
A Flight of Icarus Adrian Smith gitáros és Bruce Dickinson énekes közös szerzeménye. Először fordult elő a zenekar történetében, hogy olyan Iron Maiden-dal jelent meg kislemezen, melynek szerzői között nem szerepel Steve Harris. A dal szövegét Ikarosz legendája ihlette. A görög mitológia szerint Ikaroszt és apját, Daidaloszt, fogva tartotta Kréta szigetén Minósz király. Hogy megszabaduljanak, Daidalosz szárnyakat fabrikált mindkettőjük számára viasszal összetapasztott madártollakból, hogy elrepülhessenek a szigetről. Miután sikerült felszállni Ikarosz túl közel repült a Naphoz, a viasz megolvadt szárnyain és Ikarosz a tengerbe zuhant, meghalt. Derek Riggs grafikus a kislemez borítóján azt a jelenetet ábrázolta, amikor Ikarosz szárnyai lángra kapnak, csak itt nem a Nap hevétől, hanem a denevérszárnyakon repülő Eddie lángszórójától, aki aztán a földet is felperzseli maga alatt. Ikarosz alakja a borítóképen utalás William Rimmer amerikai festőművész Evening (The Fall of Day) című képére.
A dalhoz Nassauban, a Bahamákon készítettek videóklipet, itt zajlottak a Piece of Mind album stúdiófelvételei. A klipben egyrészt a dal szövegéhez szorosan kapcsolódó jelenetek láthatók, másrészt a zenekar tagjai (leginkább Dickinson és McBrain), ahogy a stúdióban előadják a dalt. Mindez a korabeli videotechnikával, effektekkel megvariálva.
A dal elég ritka madárnak számít a koncerteken: 1983-85 között rendszeresen játszotta az  együttes, 1986-tól 2018-ig viszont egyszer sem hangzott el. A Legacy Of The Beast turnén vették elő újra, a dal alatt Ikarosz lufibábuként  jelenik meg a díszletben, miközben az énekes Bruce Dickinson, a dal éneklése közben  lángokat szór egy, a hátára csatolt lángszóró segítségével.
A kislemez B-oldalára a Montrose együttes 1974-es I’ve Got the Fire című számát dolgozták fel, kapcsolódva a tűz témájához. Az I’ve Got the Fire egy koncertváltozata egyébként már megjelent az Iron Maiden előadásában három évvel korábban a Sanctuary kislemezen, akkor természetesen még Paul Di’Anno hangján.

## A kislemez dalai
1. Flight of Icarus (Adrian Smith, Bruce Dickinson) – 3:49
2. I’ve Got the Fire  (Ronnie Montrose; Montrose-feldolgozás) – 2:37

## Közreműködők
- Bruce Dickinson – ének
- Dave Murray – gitár
- Adrian Smith – gitár
- Steve Harris – basszusgitár
- Nicko McBrain – dobok